# Concours Eurovision de la danse
Le Concours Eurovision de la danse est un concours de danse inspiré du Concours Eurovision de la chanson, dont les deux éditions ont eu lieu en 2007 et en 2008.
Le concours est à la base d'inspiration anglaise, puisqu'il découle de trois émissions de la BBC telles que Strictly come dancing, Come dancing, et Dancing with the stars.
De ce fait, la BBC a eu le privilège d'organiser les deux premiers concours Eurovision de la danse. À partir de 2009, le pays vainqueur de l'année précédente se verra accorder l'organisation du concours.

## Règles
Chacun des radiodiffuseurs des pays participants sélectionne un couple de danseurs (une femme et un homme) pour interpréter une chorégraphie inspirée de leurs pays. Chaque couple comprend un professionnel et un non-professionnel (connu dans un autre domaine que la danse).
Les couples sont notés par un jury dans la salle, mais aussi par le télévote dans chaque pays. Ensuite, tout comme pour le Concours Eurovision de la chanson, chaque pays annonce ses votes. Les notes vont de 1 à 7, puis 8, 10 et finalement 12.

## Éditions

### 2007
Le Concours Eurovision de la danse 2007 est le premier du genre, et découle d'une part du Concours Eurovision de la chanson et de trois spectacles de la BBC.
La BBC obtenu le droit d'organiser ce spectacle pour deux années. Le festival s'est donc déroulé à Londres le 1er septembre 2007 au BBC Television Centre à Londres au Royaume-Uni.
Il a été présenté par Graham Norton et Claudia Winkleman.
Le chanteur Enrique Iglesias était l'invité de cette première édition et a chanté après les prestations et avant le vote.

### 2008
Le Concours Eurovision de la danse 2008 s'est déroulé le samedi 6 septembre 2008 à Glasgow, Écosse au Royaume-Uni.
Il s'agit de la deuxième édition, la première s'étant déroulée à Londres au Royaume-Uni en 2007. Étant à l'origine du concours, la BBC avait obtenu l'autorisation de l'organiser deux fois de suite.
Il a été organisé par la BBC sous l'égide de l'UER.
Il s'est déroulé au Arena Hall du Scottish Exhibition and Conference Centre. 
Les présentateurs étaient les Britanniques Graham Norton et Claudia Winkleman.
Les équipes sont composées d'un homme et d'une femme, devant être pour l'un professionnel de la danse, et l'autre connu mais dans un autre domaine que la danse.
Les points sont attribués pour une part par un jury dans la salle, et d'autre part pas les votes des téléspectateurs européens.